# Cloître de Saint-Lizier
Le cloître de Saint-Lizier est une construction romane attachée à la cathédrale Saint-Lizier de Saint-Lizier dans le département français de l'Ariège, en région Occitanie. Celle-ci ne doit pas être confondue avec la cathédrale Notre-Dame-de-la-Sède sise dans la même ville qui porte aussi le titre de cathédrale.

## Localisation
Seul cloître encore debout dans le département de l'Ariège, il est situé dans l'angle sud-ouest de la cathédrale Saint-Lizier, entre la nef et le croisillon sud du transept.

## Historique
Les galeries sud et ouest dateraient de la consécration de l’église en 1117. Les galeries nord et est, construites à la fin du XIIe siècle, sont plus récentes. Lors de l'allongement du transept au XVIe siècle, les galeries nord et sud ont été raccoucies et la galerie est a été entièrement reconstruite.
Le cloître est classé au titre des monuments historiques depuis 1886 avec la cathédrale Saint-Lizier et se trouve dans le périmètre du site inscrit le 25 mai 1944.

## Architecture et description
Le cloître roman de plan rectangulaire a conservé ses quatre galeries complètes, il est surmonté d'une galerie ajoutée au XIVe siècle. C'est le seul cloître du département à posséder ses quatre galeries complètes. Le rez-de-chaussée est formé d'arcades romanes en plein cintre reposant sur des colonnes de marbre. Posées sur un mur-bahut, celles-ci supportent des chapiteaux simples ou doubles portant décor. Au nombre de trente-huit, elles sont alternativement simples et doubles avec des chapiteaux ornés de sculptures élaborées. 
Les angles sont constitués de gros piliers carrés dans lesquels s’engagent des colonnes géminées. Les côtés ouest et est, plus longs que les côtés nord et sud, présentent un tel pilier dans leur partie centrale. Ces six piliers se prolongent au premier étage. Élevé au XIVe siècle, celui-ci ne comporte pas d'autres colonnades et sa galerie est recouverte d'un toit à une seule pente qui ne date que du XVIe siècle.
Ce cloître est orné de fresques encore visibles, ce qui est extrêmement rare voire unique.

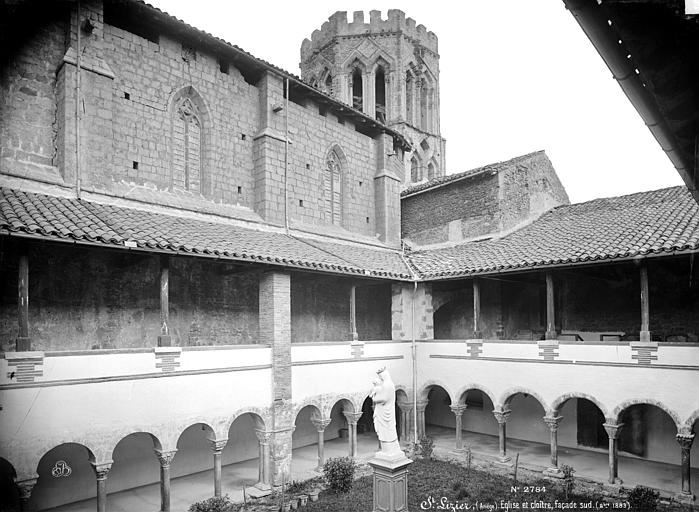
Vue d'ensemble du cloître
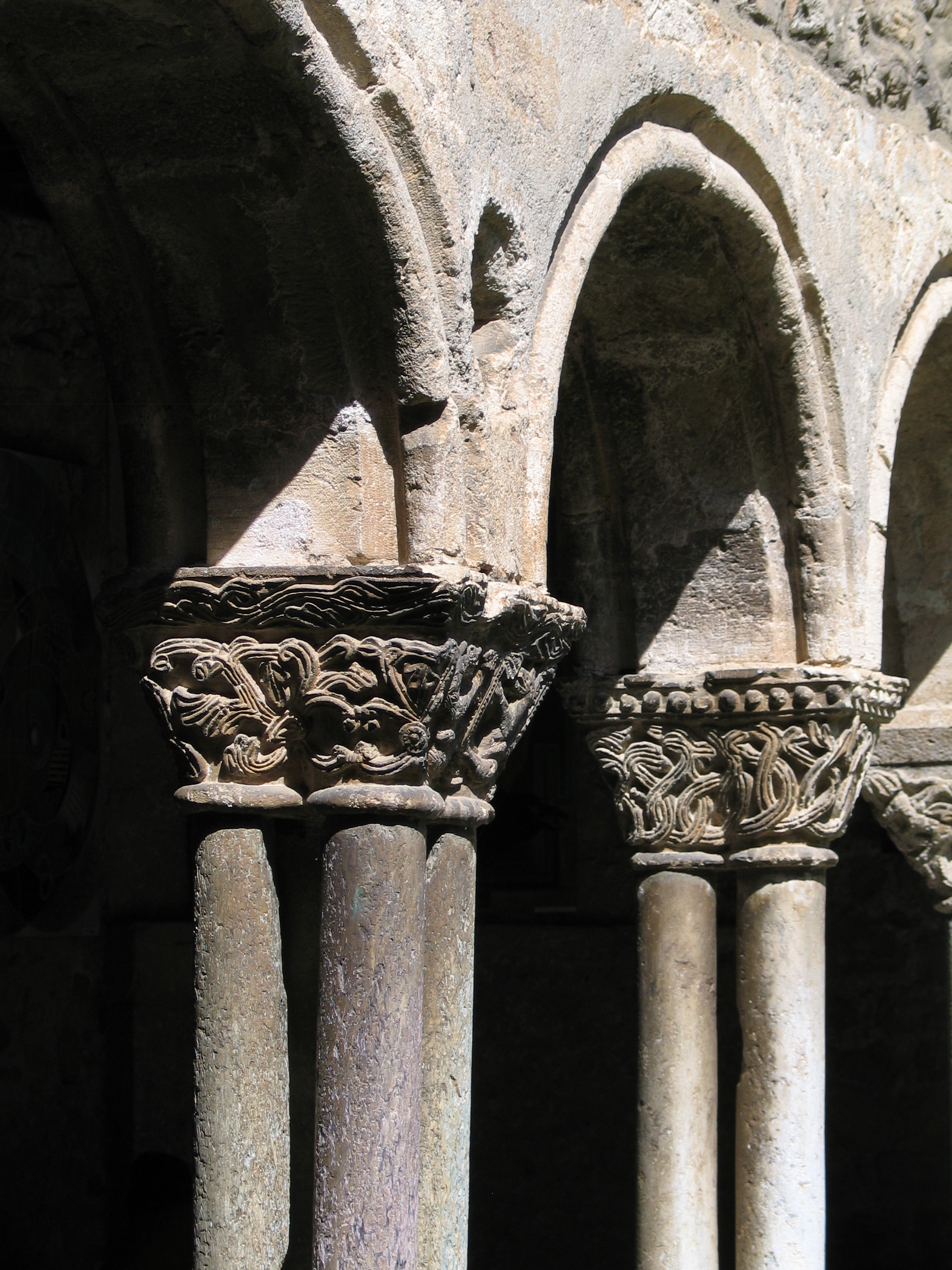
Chapiteaux
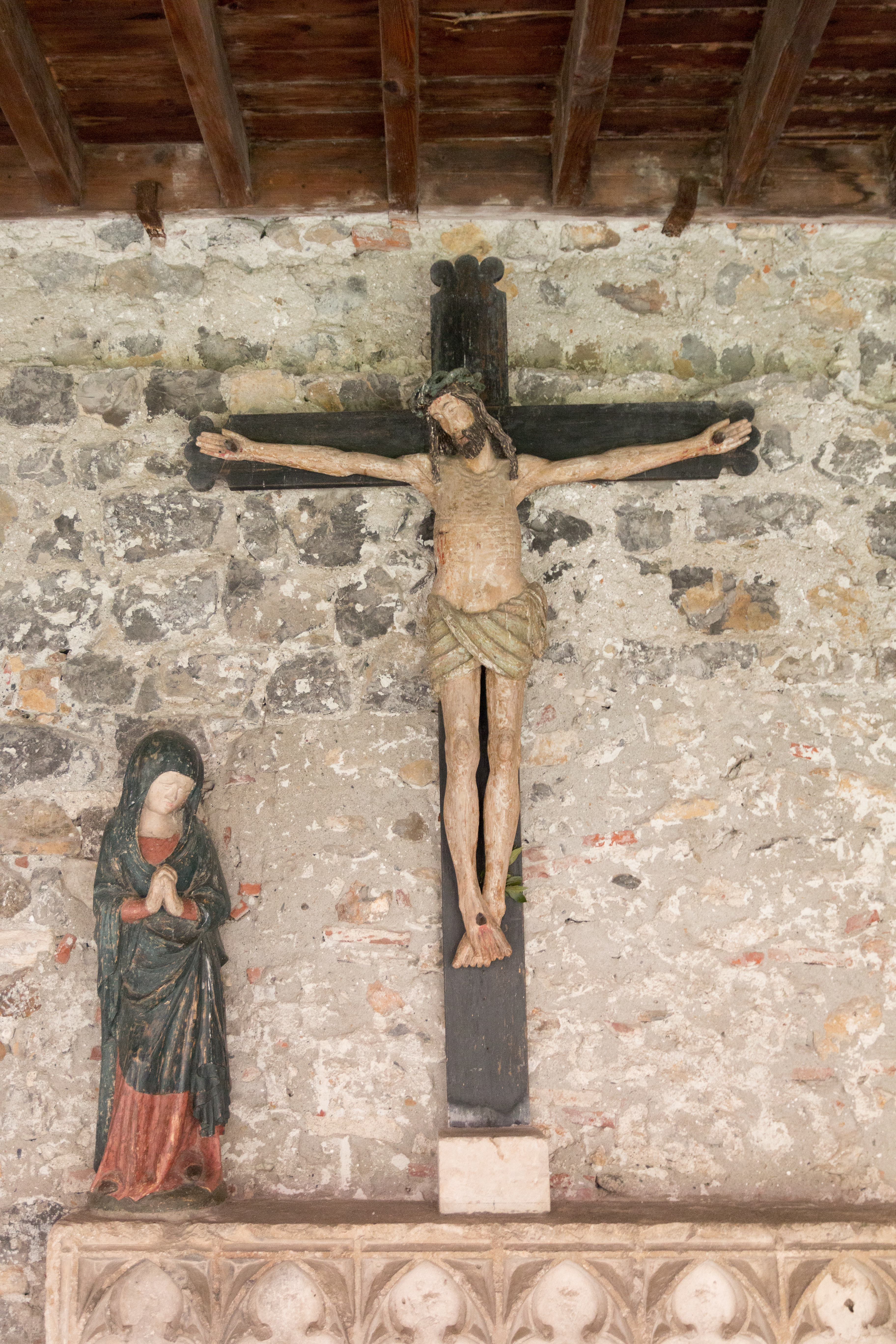
Le calvaire
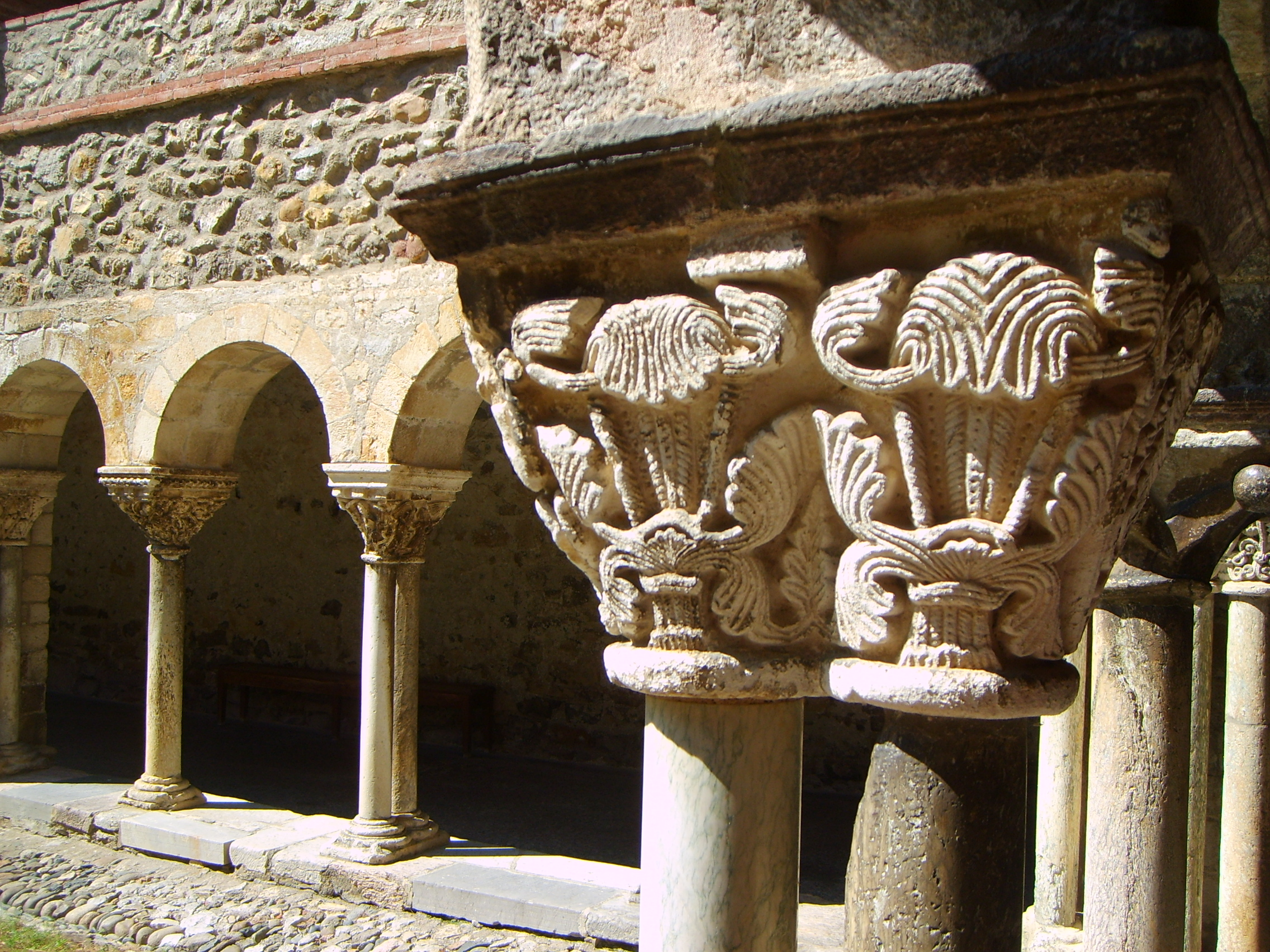
Chapiteau

## Statuaire
Le cloître accueille un calvaire et deux tombeaux remarquables :
- celui d'Auger II de Montfaucon[8] (XIVe siècle) découvert le 31 mai 1877 à l'occasion de travaux de restauration et classé monument historique le 19 novembre 1908[8].
- celui d'Hector d'Ossun (XVIe siècle), évêque qui défendit Saint-Lizier contre les Huguenots. Son corps repose dans la chapelle mitoyenne de l'Hôtel-Dieu dont il est le fondateur.

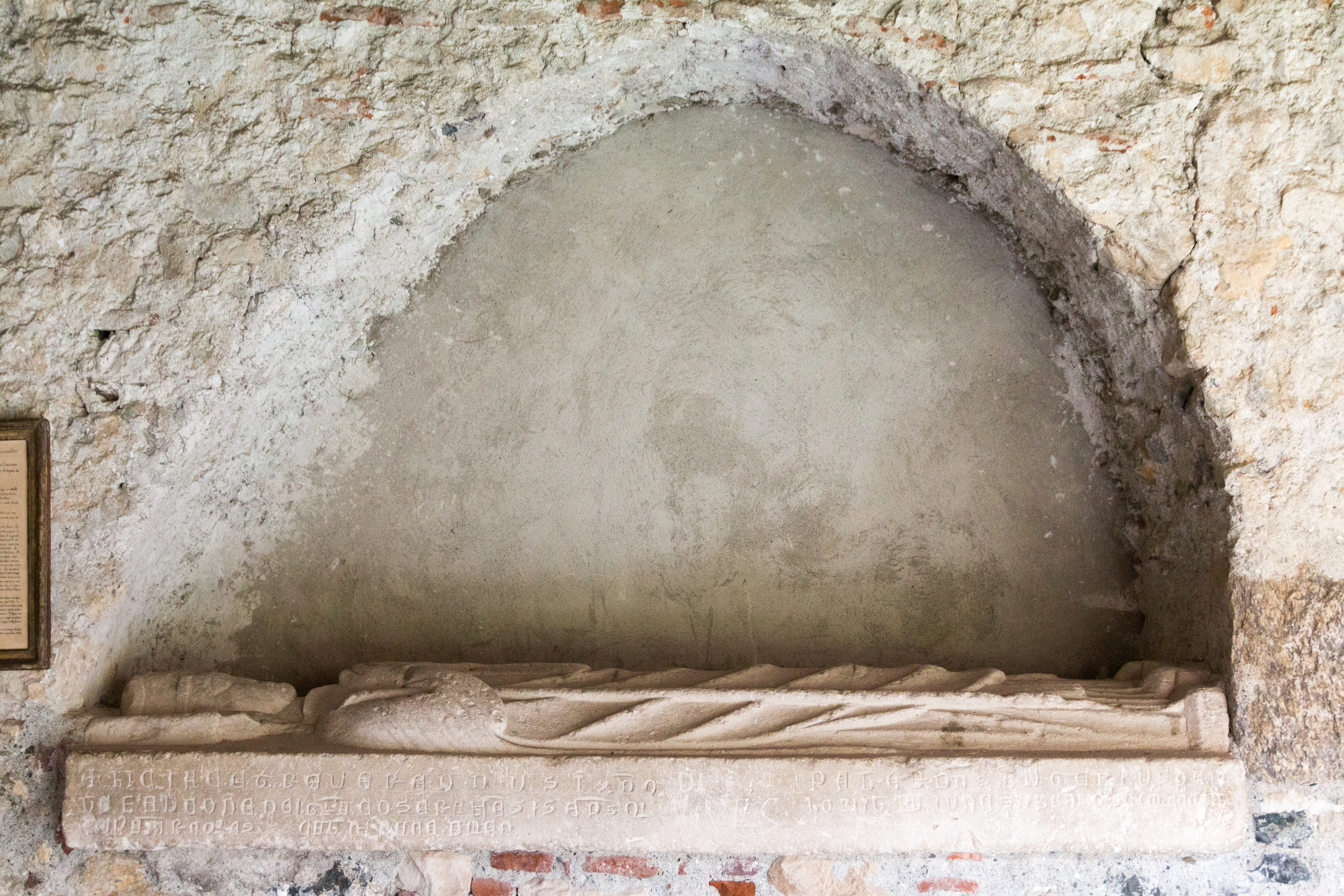
Tombeau d’Auger de Montfaucon
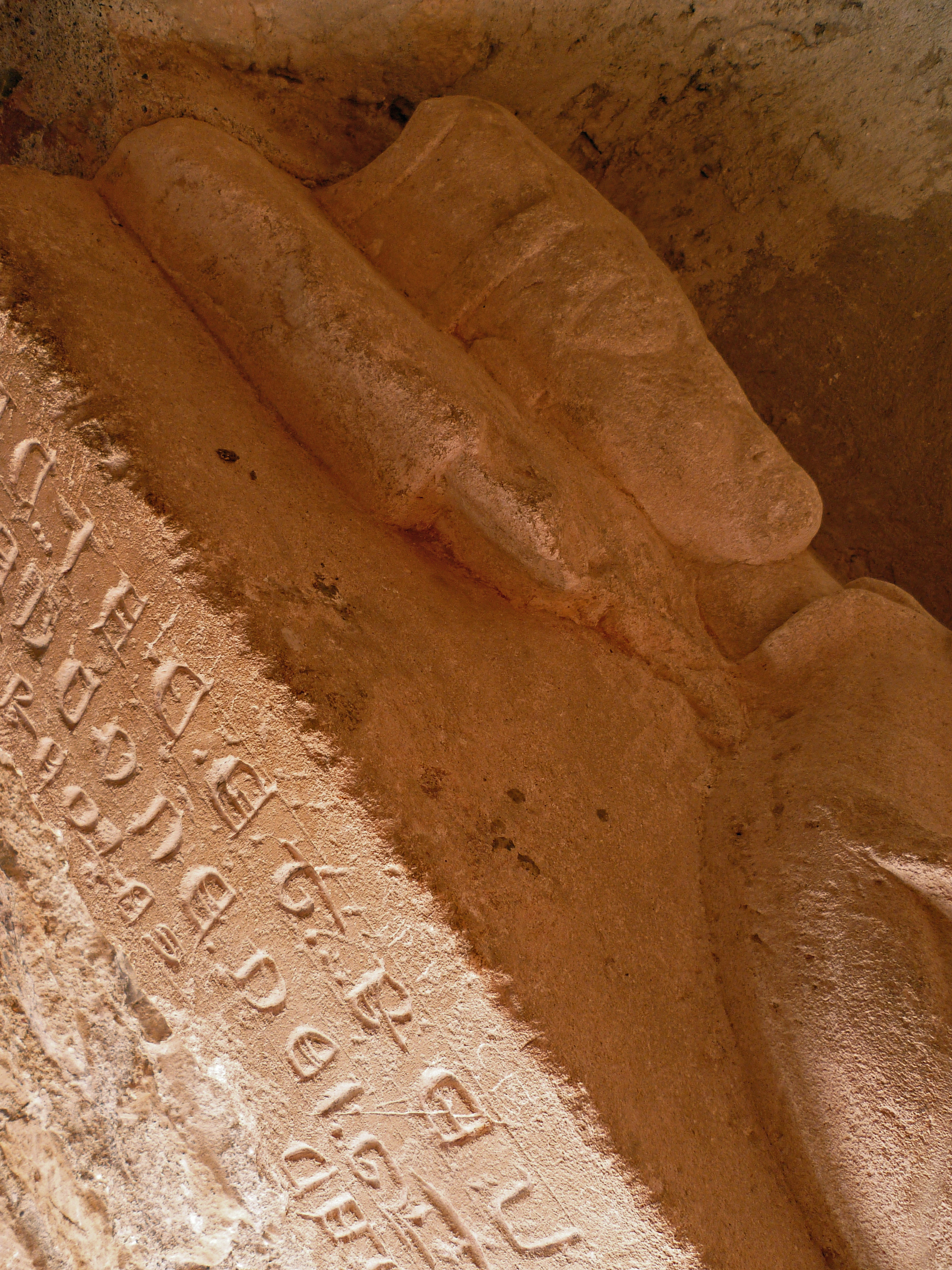
Gisant d’Auger de Montfaucon
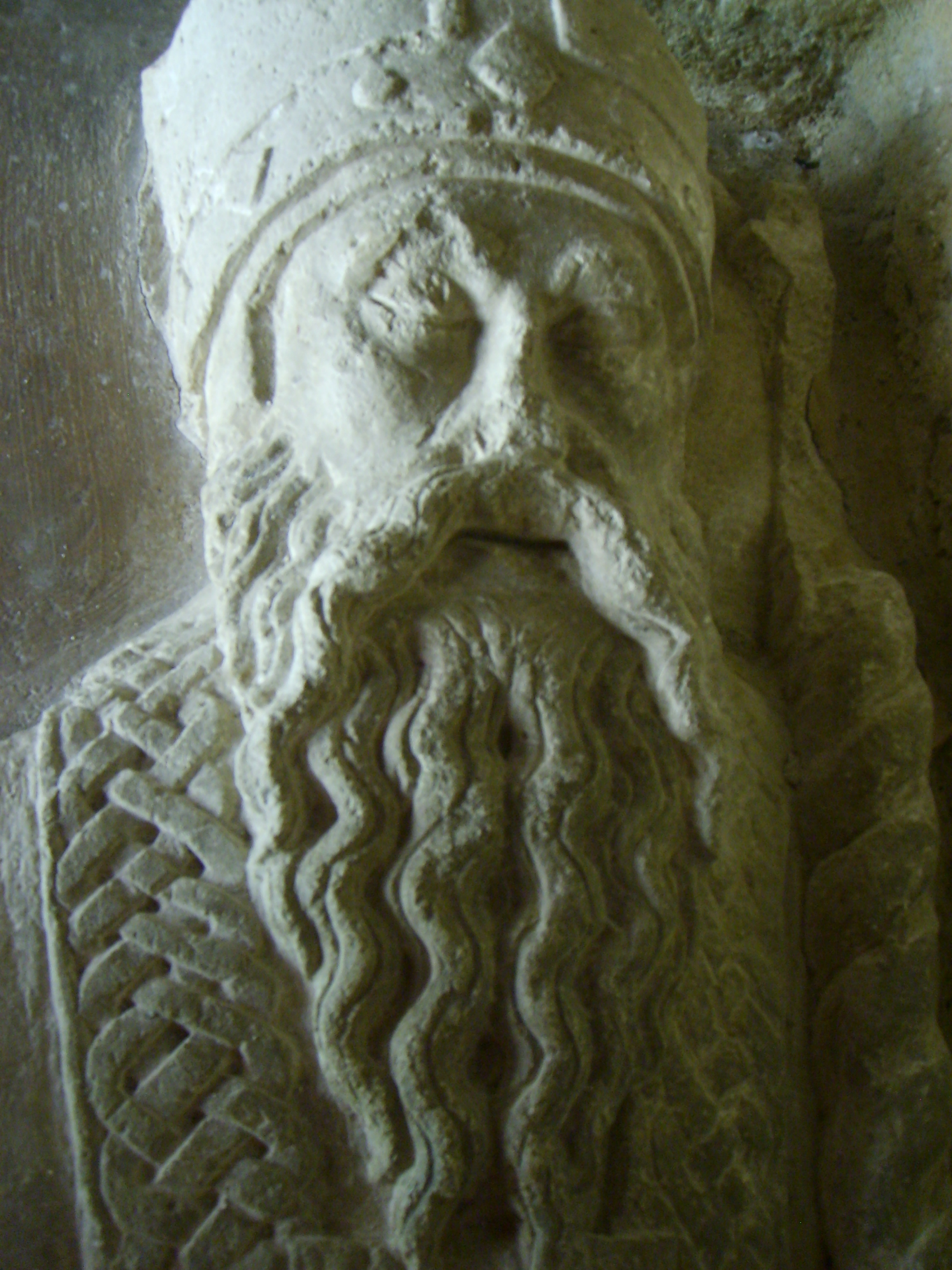
Gisant d'Hector d'Ossun
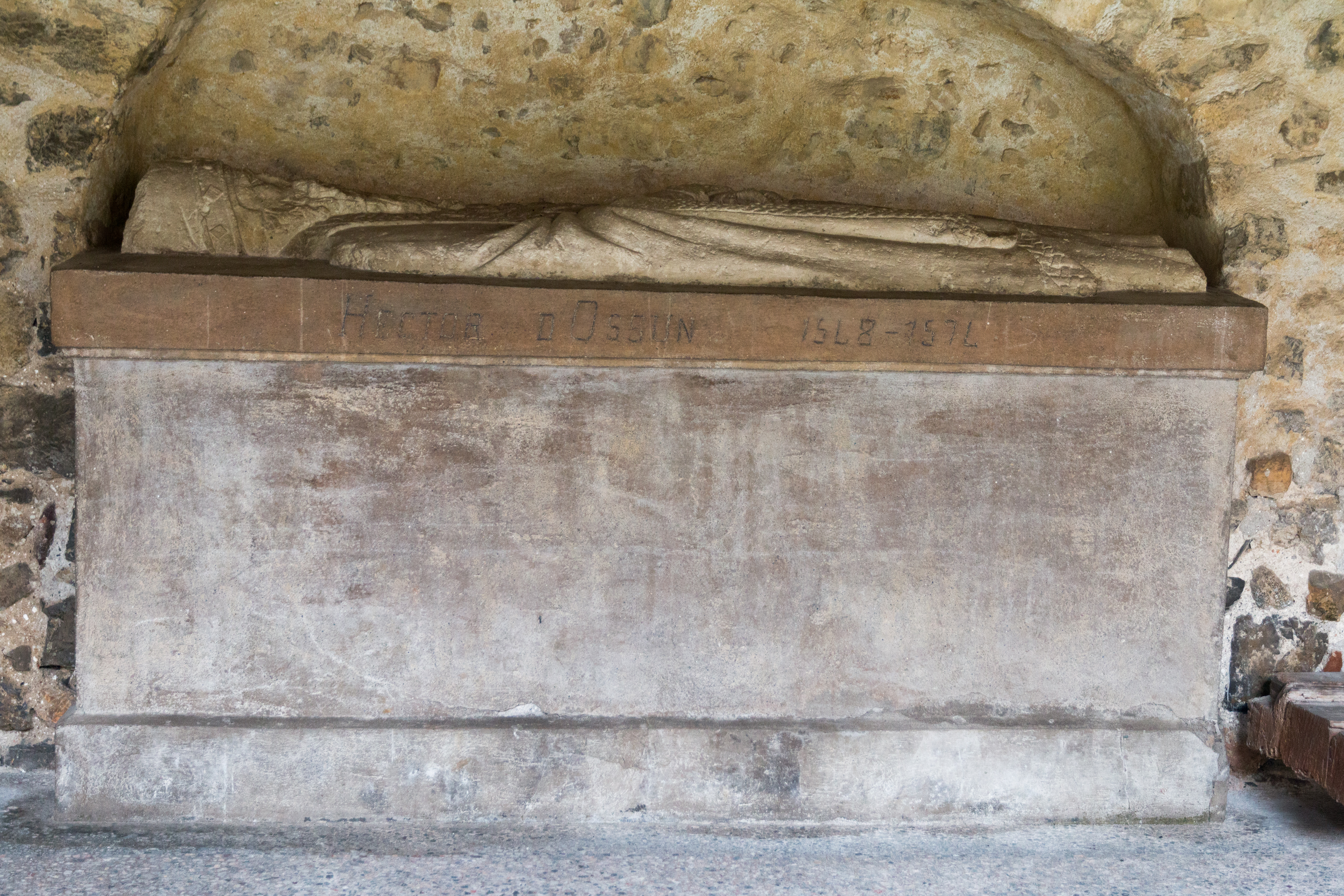
Tombeau d’Hector d’Ossun